# Mitch Creek
Mitchell Creek, detto Mitch (Horsham, 27 aprile 1992), è un cestista australiano.

## Carriera
Con l'Australia ha disputato i Campionati asiatici del 2017 e i Campionati mondiali del 2019.